# Eumops bonariensis
Eumops bonariensis är en fladdermusart som först beskrevs av Peters 1874.  Eumops bonariensis ingår i släktet Eumops och familjen veckläppade fladdermöss. IUCN kategoriserar arten globalt som livskraftig.
Inga underarter finns listade i Catalogue of Life. Wilson & Reeder (2005) skiljer mellan tre underarter.
Arten når en kroppslängd (huvud och bål) av 49 till 68 mm, en svanslängd av 28 till 47 mm, en underarmlängd av 39 till 48 mm och en vikt av 7 till 13 g. De upp till 5 mm långa håren är vid roten ljusgrå eller ljusbrun och vid spetsen vit som ger pälsen ett frostigt utseende. På fötternas sporre (calcar) förekommer styva hår. Öronen är med 12 till 19 mm jämförelsevis stora och de når näsans spets när de böjs framåt.
Denna fladdermus förekommer i Central- och Sydamerika från Mexiko till norra Argentina. Habitatet utgörs av skogar och av kultiverade landskap.
Individerna bildar flockar med 10 till 20 medlemmar. De jagar insekter och flyger därför cirka 6 meter över marken. Parningstiden är beroende på utbredningsområde. Vanligen får alla honor av samma population ungefär samtidig ungar.
Eumops bonariensis vilar i trädens håligheter och under byggnadernas tak. Den är främst aktiv 2 timmar efter solnedgången och kort före gryningen. Viloplatsen är vanligen upphöjd och fladdermusen faller en bit ner innan den börjar flyga. Arten når under flyget en hastighet upp till 95 km/h. Denna fladdermus jagar flygande insekter som skalbaggar eller nattfjärilar med hjälp av ekolokalisering, hörseln och synen.
Fortplantningssättet är antagligen lika som hos andra veckläppade fladdermöss. De parar sig under senare vintern eller under våren. Dräktigheten varar 70 till 90 dagar.